# Клевезаль, Николай Ефимович
Николай Ефимович Клевезаль (25 сентября [6 октября] 1787 — 5 [17] ноября 1864) — полковник, участник отечественной войны 1812 года и других наполеоновских войн, георгиевский кавалер и кавалер прусского ордена Pour le Mérite, награждён золотой шпагой «За храбрость» в Битве Народов; землевладелец сёл Свинчус, Токарёво и Рубецкое Касимовского уезда Рязанской губернии (ныне Шиловский район), действительный статский советник и Предводитель дворянства Касимовского уезда.

## Биография
В начале службы Николай Ефимович Клевезаль ежегодно имел карьерный рост. В службу он вступил подпрапорщиком в Волынский пехотный полк 9 октября 1805, 12 декабря 1806 пожалован в портупей-прапорщики, через год 9 ноября 1806 он подпрапорщик, а ещё через год 9 ноября 1807 произведён в подпоручики.
Был в походах в Австрии (1805) и Пруссии (1806); 2 и 5 декабря 1806 был в сражениях под Помеховым, за отличие в котором награждён орденом Св. Георгия, и в битве под Пултуском.
К началу кампании 1812 года Николай Ефимович Клевезаль был в чине штабс-капитана. 4 и 5 августа 1812 отличился под Смоленском, за что был награждён орденом Св. Анны 3-й ст. 26 августа он воевал при Бородино, где ранен картечью в левую ногу ниже колена, за отличие награждён орденом Св. Владимира 4-й ст. с бантом; также имел серебряную медаль на голубой ленте в память войны 1812 года.
С 27 сентября 1813 года Клевезаль в Саксонии; 1 октября он участвовал в перестрелке под Дрезденом, а 6 и 7 октября — в знаменитом сражении под Лейпцигом, за отличие в котором награждён золотой шпагой с надписью «За храбрость»; 27 октября — под Магдебургом; за отражении вылазки из крепости 3 декабря награждён прусским орденом За заслуги; в 1814 году участвовал в блокаде Гамбурга и в сражениях под ним 4, 14, 28 января и 5 февраля, за что награждён орденом Святой Анны 2-й степени; 19 марта 1814 получил Медаль «За взятие Парижа»; с 20 июня 1815 во 2-м походе во Францию.
27 декабря 1816 был наконец произведён в капитаны; 5 ноября 1819 переведён ротмистром в л-кирасирский Е. В. полк. А 22 июля 1821 назначен капитаном л-гв. Конного Егерского полка.
19 марта 1826 года Николай Ефимович стал также подполковником в Гусарского полка эрцгерцога Фердинанда. 28 августа 1828 по прошению «за ранами» вышел в отставку в чине полковника с мундиром и пенсионом полного жалованья.
После увольнения был также неоднократно награждаем. В 1833—1850 годах занимавший пост Касимовского уездного предводителя дворянства (в этом качестве он был произведён в действительные статские советники). 15 августа 1837 года Клевезаль принимал у себя наследника трона и сопровождавшего его поэта Василия Андреевича Жуковского
Умер 5 ноября 1864 года и был похоронен на Введенском кладбище в Москве; могила утрачена.

## Семья
Клевезаль принадлежал к дворянской семье немецкого происхождения, его дядей был известный гисенский профессор философии и богослов Э.К. фон Клевезаль. На русской службе часть представителей рода Клевезалей сохраняли лютеранское вероисповедания и немецкие имена, тогда как рязанская ветвь, к которой принадлежал Николай Ефимович, приняла православие. В 1830 за ним состояли 100 душ в Петровском уезде Саратовской губернии. И 72 души в Вязниковском уезде Владимирской губернии. В 1829 купил имение в селе Свинчус Касимовского уезда, после чего был избран Предводителем дворянства Касимовского уезда. Внесён в 3 часть Дворянского Родового Кодекса Рязанской губернии (9 января 1830).
Был женат на дворянке Варваре Владимировне Чихачёвой, дочери губернского секретаря. За ней состояли 527 душ в Касимовском уезде и 70 душ в Вязниковском. У Николая Ефимовича было шестеро дочерей и пятеро сыновей, которые родились в его селе Токарёво Касимовского уезда Рязанской губернии и также стали военными.
Старший сын Николая Ефимовича — Николай Николаевич (20 июня 1825 Токарёво — после 1851; с братьями и сёстрами был причислен к роду отца 15 ноября 1847) — поручик артиллерии. Был в походах, в том числе 11 июля в сражении с Гергеем при с. Зонча, за отличие в котором награждён орденом Св. Анны 4-й ст. с надписью «За храбрость»; имел серебряную медаль «За усмирение Венгрии и Трансильвании» (1849). Был женат на дочери подполковника Софье Александровне Остроградской. Другой сын Александр Николаевич (6 сентября 1827 — 24 мая 1893) дослужился до чина штаб-ротмистра и был женат на дочери полковника Антонине Феликсовне Дерговин-Дероусинской, после отставки жил в собственном доме на Староконюшенной улице в Москве. Третий — Павел Николаевич Клевезаль (13 января 1834 — после 1855) — поручик, герой Крымской войны; участвовал в обороне Севастополя; за участие в вылазке из Севастополя 1 января 1855 награждён орденом Св. Анны 4-й степени с надписью «За храбрость» (17 февраля 1855); имел серебряную медаль на Георгиевской ленте «За защиту Севастополя» и бронзовую на Андреевской ленте в память войны 1853 — 56. По болезни он рано вышел в отставку с мундиром и пенсионом. Был женат на дочери отставного капитан-лейтенанта Глафире Дмитриевне Рыкачевой (род. 20 февраля 1844, Касимов). Четвёртый сын — генерал Владимир Николаевич (1835 — после 1900) — участник Русско-турецкой войны 1877—1878 годов, стал известен как мемуарист. Младший сын — Евгений Николаевич (род. 7 февраля 1845), как и отец, дослужился до чина полковника. Все дочери вышли замуж за дворян, кроме Наталии Николаевны, которая против воли родителей в июле 1843 года в Москве сочеталась браком с почетным гражданином Касимова Василием Ивановичем Алянчиковым.

### Владения Н.Е. Клевезаля в Москве
В 1855 году Н.Е. Клевезаль купил в Москве усадьбу Глебовых (XVIII в.), которая располагалась на узком и длинном участке (№ 2/1) между Большим и Малым Трехсвятительскими переулками. При усадьбе был сад, который спускался вниз на Подкопаевский переулок, а с большим отступом от него поперёк участка стояли деревянные хоромы «покоем». Клевезаль сдавал эти помещения для редакции журнала «Русский вестник», издаваемого М. Н. Катковым. В то время в нём сотрудничали С.Т. Аксаков, Ф.М. Достоевский, А.Н. Островский и граф Л.Н. Толстой — цвет русской литературы. Частыми гостями были Ф. И. Тютчев, П. Я. Чаадаев и князь-анархист Кропоткин. Здесь родилась одна из самых известных газет старой России — «Русские ведомости», не изменявшая своим идеалам защиты прав личности за всю свою историю.. Через 9 лет усадьбу купил торговый дом «Савва Морозов с сыновьями». Новые владельцы по-своему распорядился особняком на горе над садом с дорожками и беседками: всё было сломано, и выстроены фабрично-складские угрюмые страшноватые здания (автором их был, возможно, архитектор Каминский). От старой усадьбы Клевезаля остался небольшой угловой флигель (Большой Трёхсвятительский переулок № 2/1).
В 1850-60-е годы Н. Е. Клевезалю также принадлежал дом на Спиридоновке.

## Награды
Полковник Клевезаль имел знак отличия и серебряную медаль на голубой ленте в память войны 1812 года, в качестве награды за отличие в Битве Народов принял из рук генерала фон Блюхера золотую шпагу с надписью «За храбрость», также получил Медаль «За взятие Парижа» (19 марта 1814) и был награждён многими российскими и иностранными орденами, в их числе:
- Орден Святого Георгия 4-й степени (5 августа 1806 года)
- Орден Святой Анны 3-й степени (5 августа 1807 года)
- Орден Святого Владимира 4-й степени (26 августа 1812 года)
- Прусский орден За заслуги (1814 года)
- Орден Святой Анны 2-й степени (5 февраля 1814 года)
- Pour le Mérite (1818)
- Орден Меча короля Шведского и Норвежского (23 сентября 1839 года)
- Орден Святой Анны 2-й степени с императорской короной (18 декабря 1839 года)
- Орден Святого Георгия 4-й степени, повторно, теперь в чине полковника (5 декабря 1841 года)
- Орден Святого Владимира 3-й степени (22 сентября 1846 года)